# Ihar Makarau
Ihar Makarau (białorus. Ігар Віктаравіч Макараў; ur. 20 lipca 1979) – białoruski judoka, mistrz olimpijski, brązowy medalista mistrzostw świata, mistrz Europy. 
Jeden raz startował w igrzyskach olimpijskich. W 2004 roku w Atenach zdobył złoty medal w kategorii do 100 kg, wygrywając finałowy pojedynek z Koreańczykiem Jang Sung-Ho.
W 2003 roku w Osace zdobył brązowy medal mistrzostw świata. Jest pięciokrotnym medalistą mistrzostw Europy. W 2010 roku zdobył w Wiedniu złoty medal mistrzostw Europy, w kategorii powyżej 100 kg, pokonując w finale Węgra Barnę Bora. Wcześniej zdobył srebrny i trzy brązowe medale.